# Milebush
Milebush est un hameau d'environ un mile (1,6 km) au nord de Marden dans le district de Maidstone dans le comté du Kent. Il se trouve sur la route B2079 entouré de verger.